# Таверн (Вар)
Таве́рн (фр. Tavernes) — коммуна на юго-востоке Франции в регионе Прованс — Альпы — Лазурный берег, департамент Вар, округ Бриньоль, кантон Флейоск.
Площадь коммуны — 31,15 км², население — 974 человека (2006) с выраженной тенденцией к росту: 1298 человек (2012), плотность населения — 42,0 чел/км².

## Население
Население коммуны в 2011 году составляло 1268 человек, а в 2012 году — 1298 человек.
| 1962 | 1968 | 1975 | 1982 | 1990 | 1999 | 2004 | 2006 | 2009 | 2011 | 2012 |
| ---- | ---- | ---- | ---- | ---- | ---- | ---- | ---- | ---- | ---- | ---- |
| 446  | 414  | 427  | 483  | 628  | 739  | 932  | 974  | 1199 | 1268 | 1298 |

Динамика населения:

## Экономика
В 2010 году из 787 человек трудоспособного возраста (от 15 до 64 лет) 489 были экономически активными, 298 — неактивными (показатель активности 62,1 %, в 1999 году — 62,2 %). Из 489 активных трудоспособных жителей работали 429 человек (224 мужчины и 205 женщин), 60 числились безработными (25 мужчин и 35 женщин). Среди 298 трудоспособных неактивных граждан 50 были учениками либо студентами, 128 — пенсионерами, а ещё 120 — были неактивны в силу других причин.
На протяжении 2010 года в коммуне числилось 549 облагаемых налогом домохозяйств, в которых проживало 1220,5 человек. При этом медиана доходов составила 16 843 евро на одного налогоплательщика.